# Brilbuidelhaas
De brilbuidelhaas (Lagorchestes conspicillatus) is een wallaby-achtige buidelhaas uit het geslacht Lagorchestes. De wetenschappelijke naam van de soort werd voor het eerst geldig gepubliceerd door John Gould in 1842. Deze soort leeft in het noorden van Australië.

## Uiterlijk

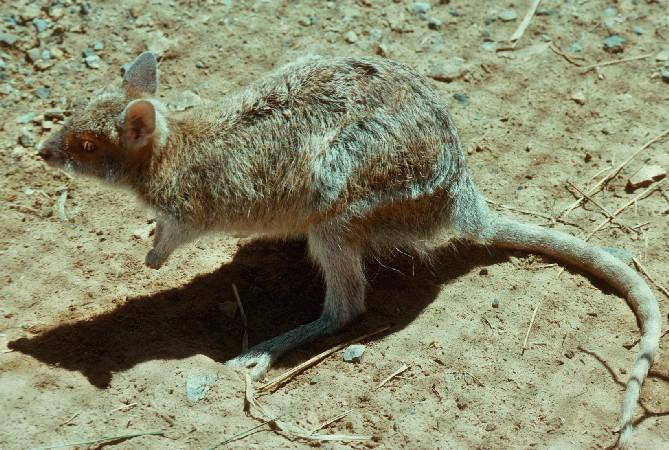

De brilbuidelhaas heeft een lichaamslengte van 40 tot 50 cm en een staart van 35 tot 45 cm lang. De vacht is grijsbruin van kleur met witte haarpunten en oranje cirkels rondom de ogen, waaraan de brilbuidelhaas zijn naam ontleend.

## Leefwijze
De brilbuidelhaas is een planteneter die solitair leeft. Deze soort is overwegend actief tijdens de schemering en de nacht. De dag wordt doorgebracht in een nest gemaakt van gras. Wanneer de brilbuidelhaas vlucht, doet dit dier dat met zigzagsprongen. Deze buidelhaas is zo goed aangepast aan de droge leefomgeving dat het bijna niet hoeft te drinken. Het haalt veel vocht uit grassen en bladeren en produceert heel weinig urine.

## Voortplanting
Na een draagtijd van 29 tot 31 dagen komt er één jong ter wereld, dat 5 maanden in de buidel verblijft en na 7 maanden wordt gespeend.

## Verspreiding
De brilbuidelhaas leeft in open bossen, savannes en scrublands van Noord-Australië. Het verspreidingsgebied loopt van de Kimberley en de Pilbara in West-Australië door het Noordelijk Territorium tot aan de MacDonnell Ranges en Rockhampton in Queensland. De brilbuidelhaas leeft ook op Barroweiland voor de noordwestkust van West-Australië.

## Ondersoorten
Er worden twee ondersoorten onderscheiden: L. c. conspicillatus en L. c. leichardti. De eerste ondersoort leeft alleen op Barroweiland en is de IUCN geclassificeerd als "kwetsbaar". L. c. leichardti is de ondersoort die op het vasteland voorkomt.